# Ієронімо Санчес де Карранза
Дóн Херóнімо Сáнчес де Каррáнза (ісп. Jerónimo Sánchez de Carranza), Ієронімо де Каранза (порт. Hieronimo de Carança; (1539 (?), Севілья, Королівство Севілья, Королівство Кастилія і Леон — 1600 (?) / 1608 (?)) — севільський дворянин, гуманіст, вчений, фехтувальник, творець іспанської школи фехтування — дестрези. Автор трактату з фехтування «Філософія зброї» («De la Filosofía de las Armas y de su Destreza y la Aggression y Defensa Cristiana») (1569, вид. в 1582). Карранза створив ідеал поета і воїна, що стало головним життєвим орієнтиром дворянина.
Його роботи з фехтування поклали початок бойового стилю в Іспанії, який проіснував майже 300 років.
Ієронімо де Карранза, як основоположника Дестрези, ще називають «першопрохідцем науки поводження зі зброєю». Його працю продовжили його послідовники: учень дон Луїс Пачеко де Нарваес і голландець, майстер фехтування Жерар Тібо. Саме вони вклали в систему бою філософський, інтелектуальний і моральний ідеали, продовжили розвивати Школу іспанського фехтування.

## Біографія
Ідальго Ієронімj Санчес де Карранза народився у Севільї близько 1539 року. Освіту здобув в університетах Севільї і Саламанки.
На початку 1560-х років прибув в місто Санлукар-де-Баррамеда де вступив на службу до Алонсо Переса де Гусмана і де Суніга-Сотомайор, 7-го герцога Медіна-Сидонія. Разом з герцогом брав участь у вторгненні в Алгарве, — частині військової кампанії, яка в кінцевому підсумку привела Філіпа II Іспанського на португальський трон. За свої заслуги перед іспанською короною Карранза став лицарем, а потім був призначений командором Ордена образу Христового.
У цей період життя Дон де Карранза пише свій знаменитий трактат «Філософія зброї».
У 1584 році переїхав до Мадрида, де працював суддею. П'ять років по тому він був призначений губернатором провінції Гондурасу. У Гондурасі мав протистояння зі скарбником Грегоріо Сантьяго і Гаспаром де Андраде, єпископом Комаягуа, яких згодом звинуватив у корупції. У 1595 році здобув перемогу над угрупованням французьких каперів, що висадилися біля Пуерто-Кабальос. Після закінчення терміну губернаторства в 1596 році, переїхав до міста Сантьяго-де-Гватемала, де зайняв вакантне місце правознавця.
Помер ймовірно в Гватемалі близько 1608.

## Родина
Санлукар з Каталіною Перес де Агілар нажив кілька дітей, але ніколи не одружувався. Двоє з його синів разом з ним виїхали в Гондурас: старший син Хіль Санчес де Карранза (помер повертаючись з Філіппін у 1606 році) і Херонімо Санчо де Карранза.

## «Філософія зброї»

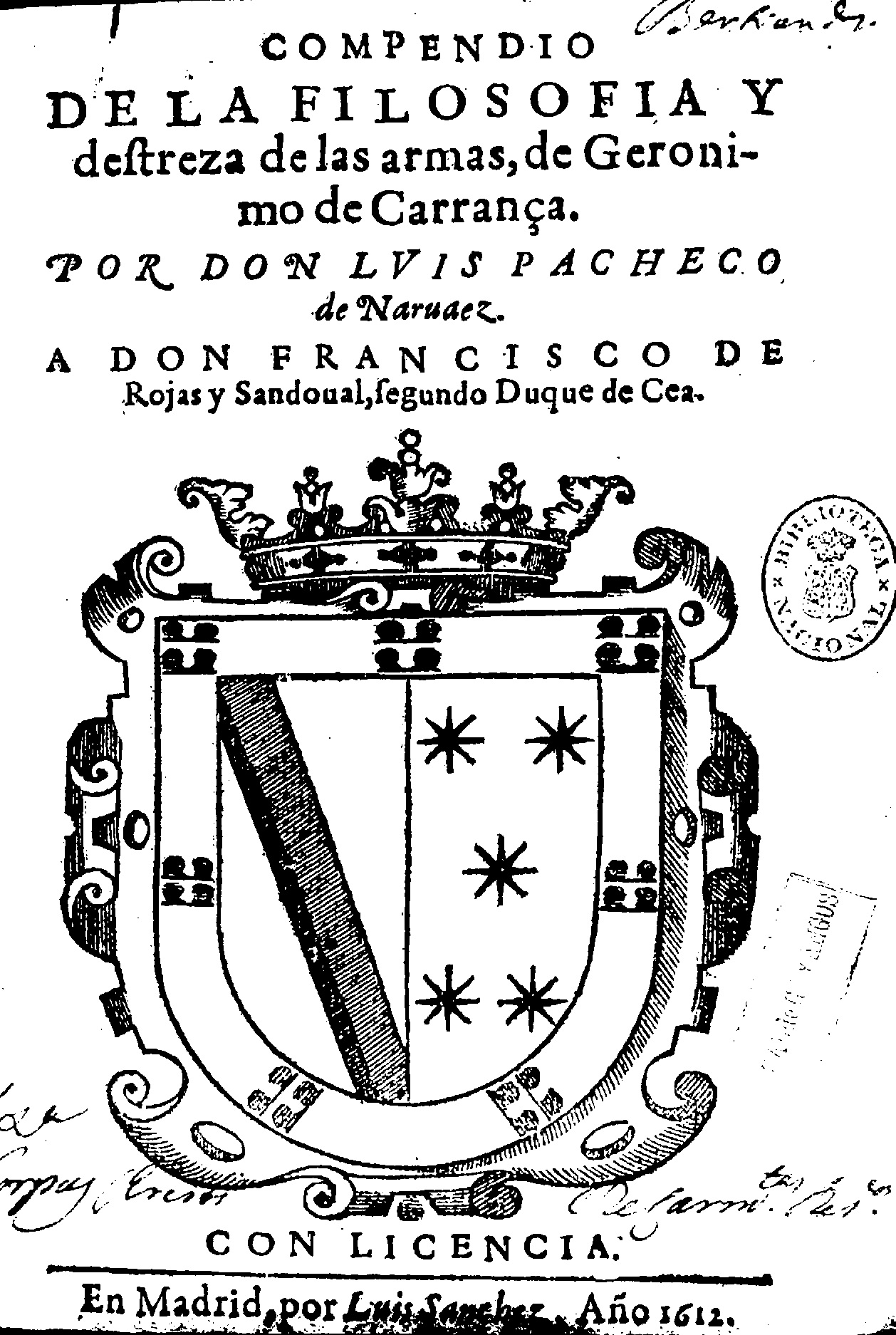
Трактат «Філософия зброї», Ієронімо де Карранза («Compendio de la filosofia de las armas de Geronimo de Carrança»)

Ієронімо де Карранза написав свій трактат «Філософія зброї» під час служби при дворі герцога Медіна-Сидонія. Єдина публікація книги відбулася в 1582 року в Санлукар-де-Баррамеда, де і знаходився двір герцогів Медіна-Сидонія. «Філософія зброї» являє собою гуманістичний діалог, присвячений викладу нового мистецтва фехтування. У творі «Філософія зброї і мистецтво володіння нею» він описує нову систему фехтування з ухилом у філософію (трактат написаний з посиланнями на Платона, Аристотеля, Серхіо Люль, Фічіно і ін.). У своєму трактаті Карранза також торкнувся медицини, математики, геометрії, етики, створив унікальну в європейській історії бойових мистецтв концепцію "філософії бою" ісп. esgrima filosófica, або "бойової філософії".
Діалоги наслідують Платона і його ренесансних послідовників, в тому числі Кастільйоне, у нього була запозичена і сама кількість діалогів. У трактаті чотири діалоги, де ведуться бесіди про справжнє мистецтво фехтування. Під вигаданими іменами співрозмовників ховаються сам Карранза, поет Фернандо де Еррера, гуманіст Хуан де Маль Лара і лікар Педро де Перамато (їх імена назвав в своєму викладі науки Карранзи його учень і послідовник Дон Луїс Пачеко де Нарваес, 1600).
У трактаті «Філософія зброї» простежується синтез "letras" і "armas", також, як і в трактатах його послідовників і учнів Пачеко де Нарваеза. Цей синтез двох складових підкреслює, що обрана форма написання — стійкий літературний жанр - гуманістичний діалог, в якому поступово описується наука істинного мистецтва фехтування.
Карранза визначає свою мету таким виразом в Пролозі своєї праці:
|                                                  | На мій превеликий жаль, лицарі, головною відмінністю яких повинен бути могутній дух, нині все більше нагадують жінок або, краще сказати, виряджені субстанції, не придатні ні для опори в мирний час, ні для захисту під час війни; і навіть здається, що деякі з них народилися на світ лише для того, щоб представляти в комедії вбрані безмовні фігури ... |
| — Ієронімо Санчес де Карранза, «Філософія зброї» | |

Ієронімо де Карранза вкладає в формування ідеалу воїна, майстра певний середньовічний сенс. «Hombre de letras» - "вчений", "знавець", "начитана людина", здатна застосовувати науку, описати свою сферу знань за допомогою великого наукового та інтелектуального апарату, порівняти цю сферу з іншими науками і літературно оформити її в цікаву форму. Це, безсумнівно, відповідає гуманістичним цілям епохи та прагненню Карранзи і його читачів побудувати філософію і науку нової системи фехтування.
Як згадує майстер іспанської школи фехтування, послідовник Пачеко де Нарваеса, Д. Гомес Аріас Поррес в своєму трактаті «Резюме Справжньої Дестрези з управління мечем»:
|                                                   | Хочу також згадати колегу Ієронімо де Каранза, так як завдяки його величезним зусиллям вдалося зміцнити силу духу багатьох чоловіків в першу чергу в світі і на війні... |
| — «Резюме Справжньої Дестрези з управління мечем» | |

## Монографії
- (не видані) Discurso sobre una pregunta que el Duque de Medina Sidonia hizo al Comendador Gerónimo de Carranza sobre la Ley de las injurias. — Sanlucar de Barrameda, entre 1560 y 1598.

- (не видані)Discurso del comendador Gerónimo de Carranza sobre el honor, dirigido al rey [Felipe II. — Sanlucar de Barrameda, entre 1560 y 1598.

- de su Destreza y la Aggressiō[n y Defension Christiana Libro de Hieronimo de Carança natural de Sevilla. Que trata de la Philosophia de las Armas] / Por mandado de su Magestad Antonio de Erasso. — Sanlucar de Barrameda : en casa del mesmo autor, 1582.